# Împăratul Go-Momozono
Împăratul Go-Momozono japoneză 後桃園天皇; 5 august 1758 - 16 decembrie 1779) a fost al 118-lea împărat al Japoniei, potrivit ordinii tradiționale de succesiune.
Domnia lui Go-Momozono s-a întins din 1771 până la moartea sa în 1779.